# Spigelia coulteriana
Spigelia coulteriana är en tvåhjärtbladig växtart som beskrevs av George Bentham. Spigelia coulteriana ingår i släktet Spigelia och familjen Loganiaceae. Inga underarter finns listade i Catalogue of Life.